# Priscilla Barnes

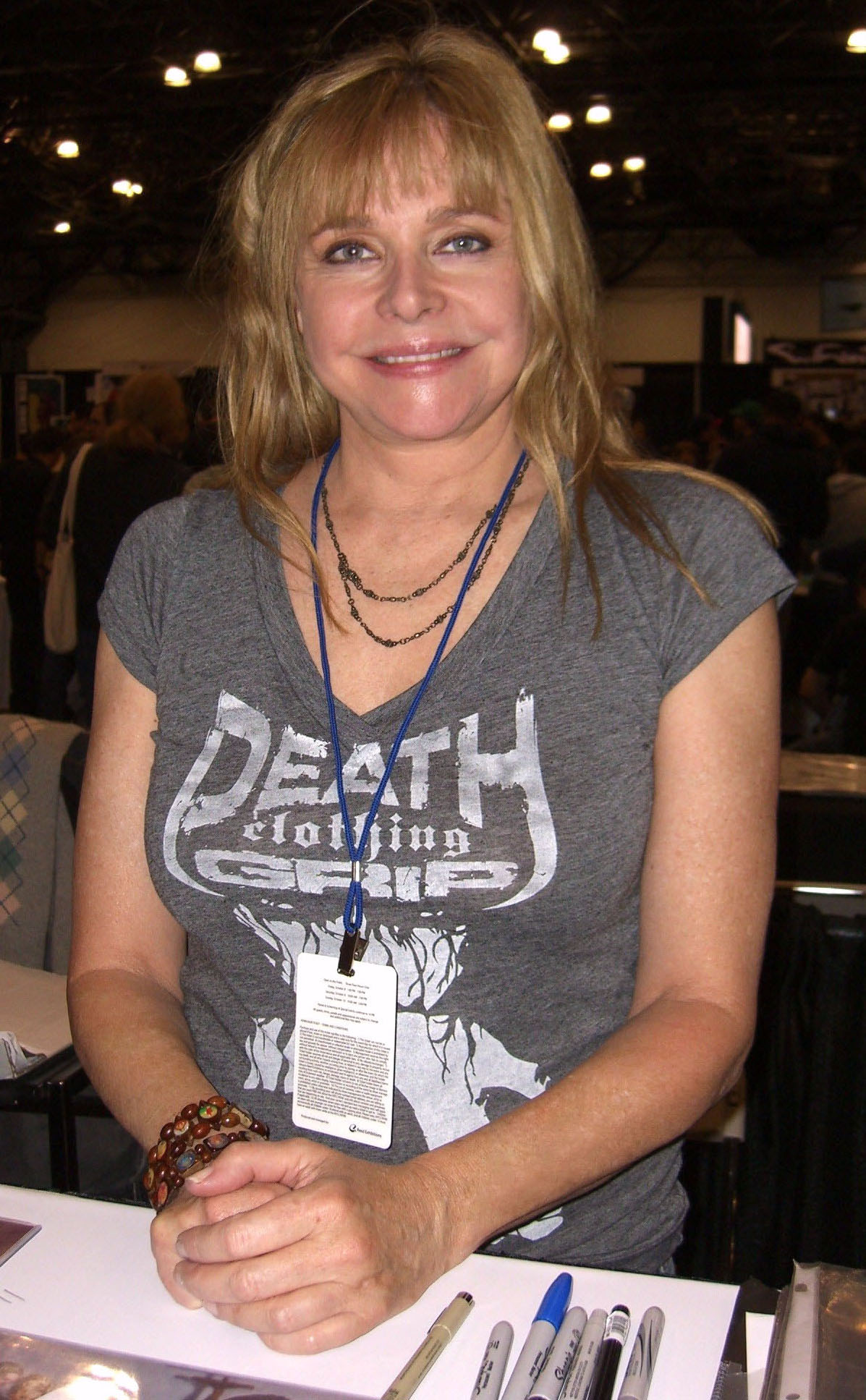
Priscilla Barnes durante una firma de autógrafos en la Convención del Cómic de Nueva York en 2010.

Priscila Barnes (Fort Dix, Nueva Jersey, 7 de diciembre de 1952) es una actriz estadounidense conocida por su papel de la enfermera Terri Alden en Three's Company como reemplazo del personaje de Suzanne Somers. Barnes también ha aparecido en varias películas como A Vacation in Hell, James Bond: Licencia para matar, Mallrats y The Devil's Rejects.
Su padre fue Mayor general de las Fuerzas Aéreas de los Estados Unidos por lo que su infancia estuvo marcada por múltiples traslados a varias bases militares hasta que finalmente se asentó junto a su familia en Lancaster, California. 
A los 17 años se graduó en el Instituto Antelope Valley y se trasladó a San Diego en donde trabajó como camarera y bailarina.
Barnes es una mujer casada pero no tiene hijos. Se casó en 2003 con el actor Ted Monte.
Ha aparecido recientemente en la serie "Jane the Virgin" interpretando el rol de Magda, madre de Petra.

## Filmografía
- (1975) Mujer Maravilla (serie de televisión)
- (1977) Tintorera (película)
- (1977-85) The Love Boat (Serie de TV)
- (1978) Starsky & Hutch - Foxy Lady
- (1978) The Seniors
- (1978) The American Girls (Serie de TV)
- (1978) Texas Detour
- (1978) The Time Machine (TV Movie)
- (1979) Delta Fox
- (1979) A Vacation in Hell
- (1981-84) Three's Company (Serie de TV)
- (1980) The Last Married Couple in America
- (1982) The Wild Women of Chastity Gulch (TV Movie)
- (1987) Perfect People
- (1988) Traxx
- (1989) Lords of the Deep
- (1989) Licencia para matar
- (1991) The Letters from Moab (Cortometraje)
- (1992) Perry Mason: The Case of the Reckless Romeo (TV Movie)
- (1992) Stepfather III (TV Movie)
- (1992) Body Trouble
- (1992) Talons of the Eagle (TV Movie)
- (1994) Mei Zhen
- (1994) Erotique
- (1994) Attack of the 5 Ft. 2 Women (TV Movie)
- (1995) Singapore Sling: Old Flames (TV Movie)
- (1995) Witch Academy
- (1995) Cops n Roberts
- (1995) The Crossing Guard
- (1995) Mallrats
- (1997) Catherine's Grove
- (1998) Divorce: A Contemporary Western
- (1998) The Cowboy and the Movie Star
- (1998) Ava's Magical Adventure
- (1999) Hash Brown's
- (1999) Implicated
- (1999) Mumford
- (2000) Alone with a Stranger
- (2001) Final Payback
- (2003) Shrink Rap
- (2004) Unseen Evil 2
- (2005) Heart of the Beholder
- (2005) The Devil's Rejects
- (2006) The Visitation
- (2006) Thr3e
- (2008) Trailer Park of Terror
- (2008) An American in China
- (2009) Tom Cool
- (2009) American Cowslip
- (2010) Elevator Girl
- (2010) First Dog
- (2011) The A Plate
- (2014-2019) Jane the Virgin (Serie de TV)